# Liczby grassmanowskie
Liczby Grassmanna, Liczby grassmanowskie to obiekty należące do algebry ze zdefiniowanym dodawaniem, odejmowaniem i mnożeniem, bardzo podobnej do algebry liczb rzeczywistych, jednak mnożenie w niej jest antyprzemienne.
Dodawanie liczb grassmanowskich jest łączne i przemienne. Odejmowanie jest działaniem odwrotnym do dodawania. Istnieje element neutralny dodawania (grassmanowskie zero).
Mnożenie liczb grassmanowskich jest łączne, ale antyprzemienne. W szczególności kwadrat każdej liczby wynosi zero. Nie obowiązuje prawo rozdzielności dodawania względem mnożenia. Nie istnieje element neutralny mnożenia.
Można połączyć algebrę liczb grassmanowskich z algebrą zwykłych liczb rzeczywistych. Zero grassmanowskie utożsamia się z zerem rzeczywistym. Iloczyn liczby rzeczywistej i grassmanowskiej definiuje się podobnie, jak mnożenie wektorów przez skalar. Mnożenie przez skalar jest rozdzielne względem dodawania liczb grassmanowskich. Sumę liczby grassmanowskiej i rzeczywistej traktuje się jak wielomian.
Liczby grassmanowskie mają zastosowanie w fizyce, m.in. są wartościami własnymi operatorów fermionowych.